# Le Grain de café
Le Grain de café est une comédie-vaudeville en 3 actes d'Eugène Labiche, représentée pour la 1re fois à Paris au Théâtre du Palais-Royal le 3 novembre 1858.
- Collaborateur Marc-Michel.

Cette pièce n'a pas été imprimée.

## Distribution
| Acteurs et actrices ayant créé les rôles |                   |
| Personnage                               | Acteur ou actrice |
| Évariste Marjolet                        | Hyacinthe         |
| Anatole Montchardin                      | Étienne Pradeau   |
| Sir Crockbeef                            | Brasseur          |
| Le docteur Gousseville                   | Amant             |
| Jean Plantureux                          | M. Michel         |
| Adolphe                                  | Kalekaire         |
| Zacharie                                 | M. Lacroix        |
| Dominique                                | M. Laurent        |
| Lubime, femme Chaillou                   | Mme Lassouche     |
| Mme Montchardin                          | Mme Thierret      |
| Milady Crockbeef                         | Mme J. Pelletier  |
| Catherine Plantureux                     | Mme Daroux        |
| Mme Pommadere                            | Mme Dupuis        |